# Kiskatinaw River
Kiskatinaw River är ett vattendrag i Kanada.   Det ligger i provinsen British Columbia, i den centrala delen av landet, 3 300 km väster om huvudstaden Ottawa.
Omgivningarna runt Kiskatinaw River är en mosaik av jordbruksmark och naturlig växtlighet. Trakten runt Kiskatinaw River är nära nog obefolkad, med mindre än två invånare per kvadratkilometer.